# Buford Blount
Buford C. Blount III (* 15. September 1948 in Austin, Texas) ist ein pensionierter Generalmajor der United States Army. Er war unter anderem Kommandeur der 3. Infanteriedivision.
Buford Blount III ist ein Sohn von Oberst Buford C. Blount II und dessen Frau Cecil Glenn Dickson. Der Vater war während des Zweiten Weltkriegs, des Koreakriegs und des Vietnamkriegs Pilot der United States Army Air Forces bzw. der United States Air Force.
Der jüngere Blunt besuchte Mitte der 1960er Jahre die High School in London als sein Vater in England stationiert war. Über das ROTC-Programm der University of Southern Mississippi gelangte er im Jahr 1971 als Leutnant in das Offizierskorps des US-Heeres. In der Armee durchlief er anschließend alle Offiziersränge vom Leutnant bis zum Zwei-Sterne-General.
Im Lauf seiner militärischen Karriere absolvierte er verschiedene Kurse und Schulungen. Dazu gehörten unter anderem der Armor Officer Basic Course, der Infantry Officer Advanced Course, das Command and General Staff College und das Naval War College.
Im Verlauf seiner militärischen Karriere absolvierte Blount den für Offiziere in den entsprechenden Rangstufen üblichen Dienst in unterschiedlichen Einheiten und Standorten. Dazu gehörten auch Aufgaben als Stabsoffizier in verschiedenen Hauptquartieren. Zu seinen Auslandsstationierungen gehörten unter anderem Deutschland und Saudi-Arabien. In Deutschland kommandierte er unter anderem Einheiten der 3. Infanteriedivision.
Im Dezember 2001 erhielt Buford Blount III das Kommando über die 3. Infanteriedivision. Im weiteren Verlauf nahm er mit seiner Division am Irakkrieg teil. Nach 21 Tagen heftiger Gefechte war die 3. Infanteriedivision im April 2003 maßgeblich an der Eroberung von Bagdad beteiligt. Dieser Sieg war mit über 40 Gefallenen und über 300 Verwundeten amerikanischen Soldaten verbunden. Im August 2003 kehrte Blount mit seiner Division in die Vereinigten Staaten zurück, wo sie in Fort Stewart bzw. Fort Benning dem heutigen Fort Moore, stationiert wurde.
Im weiteren Verlauf des Jahres 2003 wurde Blount zum Stab des Heeresministeriums versetzt, wo er eine leitende Stellung in der Stabsabteilung für Operationen (G3) einnahm. Er behielt diesen Posten bis zum Jahr 2005. Anschließend schied er aus dem aktiven Militärdienst aus.
Nach seiner Pensionierung arbeitete Blount unter anderem als Co-Autor an einem Buch über den Irakkrieg. Außerdem hält er zu diesem Thema als Gastredner Vorträge, beispielsweise an der United States Military Academy in West Point. Zudem ist er in den Medien mit militärischen Themen präsent. Am Dale Center for the Study of War and Society der University of Southern Mississippi wurde der Lehrstuhl für Militärgeschichte nach ihm als General Blount Professorship benannt.

## Orden und Auszeichnungen
Buford Blount erhielt im Lauf seiner militärischen Laufbahn unter anderem folgende Auszeichnungen:
- Army Distinguished Service Medal
- Silver Star
- Legion of Merit
- Meritorious Service Medal
- Army Commendation Medal
- Iraq Campaign Medal
- Presidential Unit Citation
- Purple Heart